# Matu (Birmanie)
Pour les articles homonymes, voir Matu.
Matu est un village situé dans le canton de Kalewa, dans le district de Kale, dans la région de Sagaing, dans l'ouest de la Birmanie.